# Armée luxembourgeoise
L’Armée luxembourgeoise (en luxembourgeois : Lëtzebuerger Arméi ; en allemand : Luxemburgische Armee) est les forces militaires du Grand-Duché de Luxembourg. Elle comprend des unités terrestres, regroupant plus de 1100 hommes environ et, depuis le 10 aout 2020, un avion de transport militaire de type Airbus A400M. Par ailleurs, plusieurs avions-radars Boeing E-3 Sentry affectés à l'OTAN sont immatriculés au Grand-Duché depuis 1982.
Le chef de l'armée est le grand-duc de Luxembourg, mais le contrôle effectif revient au ministre de la Défense sous l'égide du ministre des Affaires étrangères.

## Historique

### De la milice au Corps des volontaires (1815-1940)
Après 1815, le Luxembourg est un territoire sous souveraineté néerlandaise mais comprenant un petit corps de défense, la milice luxembourgeoise. Elle est créée en 1817 et les miliciens font leur service au sein de l'armée néerlandaise sauf entre 1830 et 1839 du fait des évènements survenus en Belgique. La milice est supprimée en 1841. En 1839, le Luxembourg est divisé en deux. Une partie devient une région de la Belgique nouvellement créée tandis que l'autre partie (le Luxembourg actuel) devient partie prenante de la nouvelle Confédération germanique. En tant que membre de cette entité, elle fournit un Contingent fédéral de 1 319 hommes divisés en trois unités (un bataillon de chasseurs, un escadron de cavalerie et un escadron d'artillerie). En 1846, les deux escadrons d'artillerie et de cavalerie sont supprimés et seules des unités de chasseurs subsistent. La dissolution de la Confédération germanique après la guerre austro-prussienne de 1866 est un tournant fondamental de l'histoire du Luxembourg qui devient un État indépendant à la suite du traité de Londres de 1867.

Carte de la ligne Schuster

En application de ce traité, il démantèle ses puissantes fortifications et en 1881, son corps de chasseurs (500 hommes) et crée le Corps des Volontaires luxembourgeois. Ce corps des volontaires ainsi que le corps de gendarmerie constituent les premiers fondements de l'armée luxembourgeoise comme en témoigne le fait que l'année 1981 constitua l'année du centenaire de la création de l'armée luxembourgeoise. En effet, ces deux unités sont les premières à servir uniquement à la défense du Luxembourg et non à celle d'une entité plus grande (Royaume du Pays-Bas ou Confédération germanique). Cette petite troupe ne put rien faire contre l'invasion de l'Empire allemand en 1914 puis durant l'invasion du Luxembourg en 1940 par l'Allemagne nazie. Les barricades dressées sur les principaux points de passage à la frontière allemande (la Schusterline) sont facilement démantelées par l'armée allemande tandis que le Corps des Volontaires luxembourgeois oppose une résistance infime car ses membres sont cantonnés dans leurs garnisons au moment de l'invasion. Toutefois, une résistance se met rapidement en place dès l'année 1940. En mars 1944, 70 luxembourgeois sont incorporés à un groupe d'artillerie de la 1re brigade belge aussi appelée brigade Piron. Cette brigade débarque en Normandie le 6 août 1944 et en septembre 1944, 46 nouveaux volontaires luxembourgeois rejoignent la brigade.

### L'après-guerre et l'évolution vers une armée moderne (1944-années 1990)

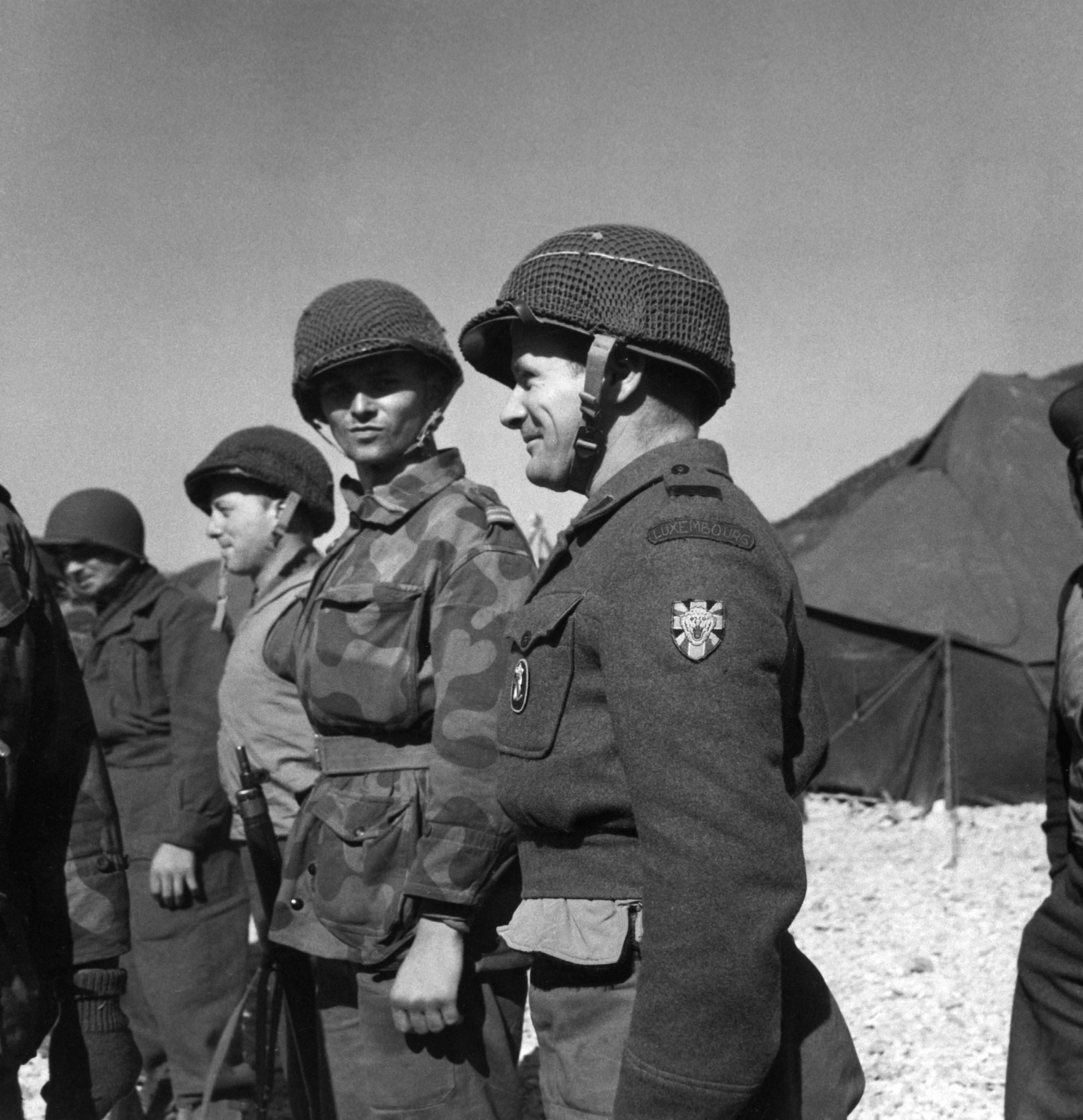
Soldats luxembourgeois du Corps de Volontaires pour la Corée en 1953.

Avant même la fin de la guerre, en 1944, le Grand-Duché décide de restructurer ses forces armées et introduit la conscription le 30 novembre 1944. Ainsi, après la capitulation du Troisième Reich, l'armée luxembourgeoise compte deux bataillons d'infanterie en plus de l'unité dite de la Garde du Grand-Duché. L'armée est alors composée de 2 150 hommes et participe à l'occupation de l'Allemagne au sein de la zone française (Bitburg et Neuerburg). En 1949, le Luxembourg devient membre fondateur de l'OTAN. En 1950, le Luxembourg décide de s'engager militairement dans la guerre de Corée et un Corps de Volontaires pour la Corée de 43 hommes est envoyé sur place au sein du bataillon belgo-luxembourgeois. Il y reste jusqu'en septembre 1951 avant qu'un deuxième contingent de 46 volontaires ne débarque à son tour en Corée en mars 1952 et y reste jusqu'au début de l'année 1953. Deux Luxembourgeois périssent lors de cette guerre (7 tués et 21 blessés selon un site). Le bataillon belgo-luxembourgeois est dissous en 1955 et la guerre de Corée reste le seul conflit où l'armée luxembourgeoise a été engagée (si l'on exclut les deux guerres mondiales où la résistance des forces de défense luxembourgeoises fut — et pour cause (neutralité officielle, moyens dérisoires, etc.) — pratiquement inexistante).
En 1954, l'armée luxembourgeoise évolue de nouveau avec la création du Groupement tactique régimentaire (GTR) qui représente la contribution du Luxembourg à l'OTAN. Le GTR et son groupe de soutien logistique de 367 hommes sont composés de 5 119 hommes au sein de trois bataillons d'infanterie, un bataillon d'artillerie, une compagnie de services, une compagnie médicale, une compagnie de transport, une compagnie de transmissions, une compagnie du génie, une compagnie de mortiers lourds, une compagnie de reconnaissance et une compagnie d'état-major. En plus du GTR, l'armée luxembourgeoise est composée d'un Commandement du territoire composé d'une compagnie d'état-major, d'une compagnie de police militaire, d'une compagnie de mouvement et transport, d'un bataillon de garde statique et d'un bataillon mobile pour un effectif total de 2 607 hommes. Quant à l'état-major général, il est composé de 416 hommes. Enfin, le centre d'instruction de Diekirch et de Walferdange a un effectif théorique de 2 300 hommes. Au total, l'armée luxembourgeoise est donc composée de 10 400 hommes en temps de guerre mais cet effectif n'est jamais atteint car seul le GRT, l'état-major général et quelques services techniques sont opérationnels. Le GTR est dissous en 1959. En 1961, un bataillon d'artillerie armée de 18 obusiers Ordnance QF 25 pounder de 155 mm remplace le GTR comme contribution luxembourgeoise à l'OTAN et est notamment incorporé à la 8e division d'infanterie américaine stationnée en RFA jusqu'au 31 mai 1967,. Dans le même temps, les Forces territoriales sont créées et sont composées de 3 511 hommes en temps de guerre. La Garde grand-ducale est quant à elle rattachée au commandement du territoire avant d'être dissoute en 1966.
La loi de 1967 supprime la conscription et entraîne l'évolution de l'armée du Grand-Duché vers un corps professionnalisé. Si la loi prévoit aussi l'existence d'une réserve, celle-ci n'est jamais mise en place et finalement supprimée par la loi du 2 août 1997.

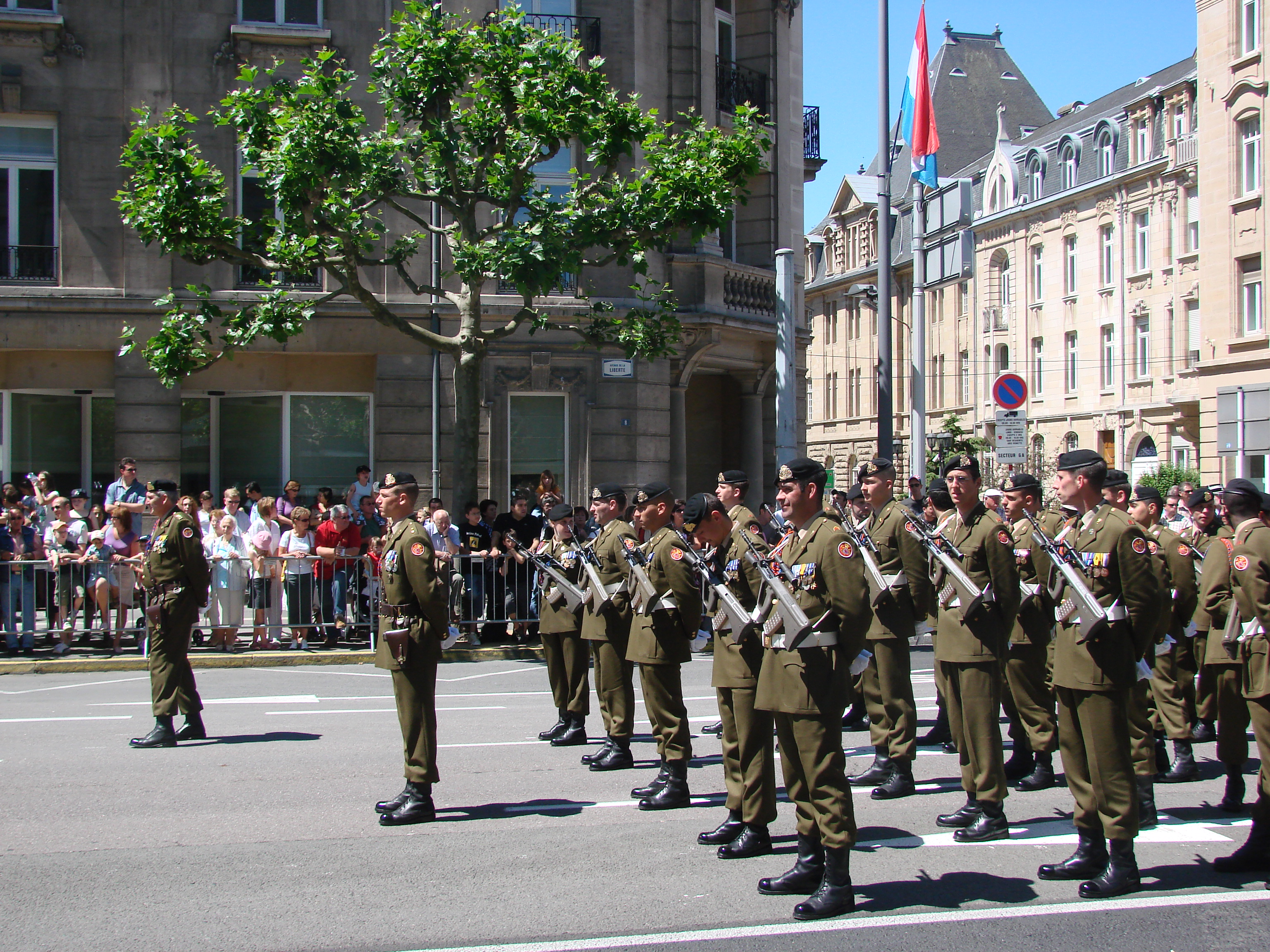
Des militaires luxembourgeois armés de Steyr AUG lors du défilé de la fête nationale de 2008.

Aujourd'hui, le Luxembourg compte sur sa participation à l'OTAN pour sa défense. En outre, son appartenance au Benelux lui permet de développer des programmes communs en matière militaire avec ses voisins belges et néerlandais. Du fait de cette politique de sécurité nationale particulière, reposant avant tout sur un réseau d'appartenances à plusieurs organisations internationales (OTAN, OSCE, Union européenne, etc.), la défense du territoire est avant tout liée à la coopération avec des États étrangers. L'armée luxembourgeoise a donc pour principale vocation d'évoluer vers une « armée humanitaire ».
En 2021, on annonce la création en 2028 d'un bataillon de reconnaissance belgo-luxembourgeois de 700 personnes

### Engagements internationaux
L'Armée luxembourgeoise participe à l'Eurocorps depuis 1994 par le biais de sa compagnie A. Elle a fourni des soldats lors des missions de l'ONU en ex-Yougoslavie, UNPROFOR et IFOR. Pour cette dernière mission, l'armée luxembourgeoise a détaché un contingent de 22 militaires en janvier 1996 agissant sous commandement belge (la force multinationale Beluga) près de Visoko. Ce petit contingent participe ensuite à la SFOR, la force de l'OTAN en Bosnie-Herzégovine qui succède à l'IFOR dont le mandat se termine en décembre 1996. Le contingent luxembourgeois est incorporé au BELUBG, le groupe de combat belgo-luxembourgeois. Le rôle de cette unité est de prévenir toute résurgence du conflit dans la région et de mettre en œuvre le plan de paix issu des accords de Dayton. Le contingent luxembourgeois se retire en janvier 2000. En 2003, le Luxembourg envoie un officier participer à l'état-major de la mission Concordia de l'UE en Macédoine.
Le Luxembourg a financièrement soutenu des missions de maintien de la paix durant la guerre du Golfe en 1991, au Rwanda et plus récemment en Albanie. L'armée du Luxembourg a participé à des missions humanitaires, comme l'installation de camps de réfugiés pour les populations kurdes ou la fourniture d'une aide d'urgence en Albanie.
En dépit de ses faibles effectifs, l'armée luxembourgeoise participe donc régulièrement à plusieurs missions de maintien de la paix. En effet, elle désire partager les risques humains inhérents à toute mission de maintien de la paix et ne veut pas seulement y participer de façon financière. Ainsi, l'armée luxembourgeoise envoie régulièrement de petits détachements à la valeur relativement symbolique à travers le monde. Depuis février 1992, 789 militaires ont participé à 11 opérations civiles et militaires sans qu'aucune perte ne soit enregistrée. Voici les opérations dans lesquelles l'armée luxembourgeoise est engagée à la date du 9 septembre 2011 :
- Afghanistan : 10 militaires au sein de la FIAS participant à la défense de l'aéroport international de Kaboul depuis juillet 2003 ;
- Kosovo : 23 militaires au sein de la KFOR. Le Luxembourg participe depuis 1999 à la KFOR sous la forme d'une section de reconnaissance de 23 hommes d'abord en collaboration avec l'armée belge au sein du BELUKOS (Bataillon belgo-luxembourgeois au Kosovo)[22] puis sous commandement français après 2006[11] ;
- Liban : 3 militaires au sein de la FINUL depuis octobre 2006 ;
- Somalie : 1 caporal au sein de l'équipe d'entraînement belgo-luxembourgeoise chargée de l'entraînement de sous-officiers somaliens depuis mai 2010. Un officier luxembourgeois participe aussi à la mission Atalanta ;
- République démocratique du Congo : 1 sous-officier chargé de la logistique au sein de la mission européenne en RDC depuis 2006 ;
- Bosnie-Herzégovine : 1 militaire au sein de la mission Althea de l'EUFOR depuis 2004. Ce sous-officier participe en tant qu'assistant administratif à la branche logistique du quartier-général de Sarajevo ;
- Géorgie : 2 observateurs militaires au sein de la mission européenne en Géorgie.

De 2013 à 2022, des soldats luxembourgeois ont été engagés au Mali au sein de l'EUTM Mali, pour former les militaires maliens. Elle a aussi participé à la MINUSMA.
- OTAN : 2023 Mission Aigle.

## Organisation au début des années 2000
L'armée luxembourgeoise comprend 4 unités de combats sous le contrôle d'un commandement nommé Centre militaire.

### Compagnie A
La compagnie A est la première des deux compagnies de fusiliers, elle constitue le contingent luxembourgeois de l'Eurocorps sous commandement d'une unité belge. La compagnie est organisée en quatre pelotons : un peloton de commandement, un peloton anti-chars équipé de missiles TOW et deux pelotons de fusiliers.

### Compagnie B
La compagnie B est l'unité de formation de l'armée luxembourgeoise, fournissant des programmes variés pour le personnel militaire, dont la préparation pour l'avancement. S'il souhaite postuler à l'École de l'armée, un soldat doit avoir au moins 18 mois de service. L'école est divisée en deux sections :
- Niveau B. Il est ouvert à tous les soldats ayant au moins 18 mois de service. Ils suivent deux périodes de 6 mois de formation générale et militaire. S'ils obtiennent 75 % de résultats positifs, ils peuvent postuler au niveau suivant.
- Niveau A. Il est ouvert aux soldats ayant réussi le niveau B et à ceux qui ont acquis l'équivalent dans la vie civile avant leur engagement. La formation s'étend sur une période de 6 mois, mais est plus intensive.

### Compagnie Commandement et instruction
La compagnie Commandement et instruction est l'unité principale d'entraînement militaire avec :
- formation militaire de base
- conduite
- entraînement physique

La compagnie est responsable de la section des sports d'élite de l'armée, donc pour les sportifs de haut niveau décidant de rejoindre l'armée. Après leurs classes, ils rejoignent la section de sports d'élite de l'armée (SSEA).

### Compagnie D
La compagnie D est la seconde compagnie de fusiliers. Elle fournit le contingent luxembourgeois de l'OTAN comme la compagnie de reconnaissance du Luxembourg. Elle a la même organisation interne que la compagnie A avec des pelotons de commandement, anti-chars et des fusiliers.

## Équipement
[Quand ?]

### Armes individuelles
Liste tirée du site de l'armée luxembourgeoise :
- Pistolet Glock 17 9 mm,
- Fusil automatique 5,56 mm Steyr AUG HBAR,

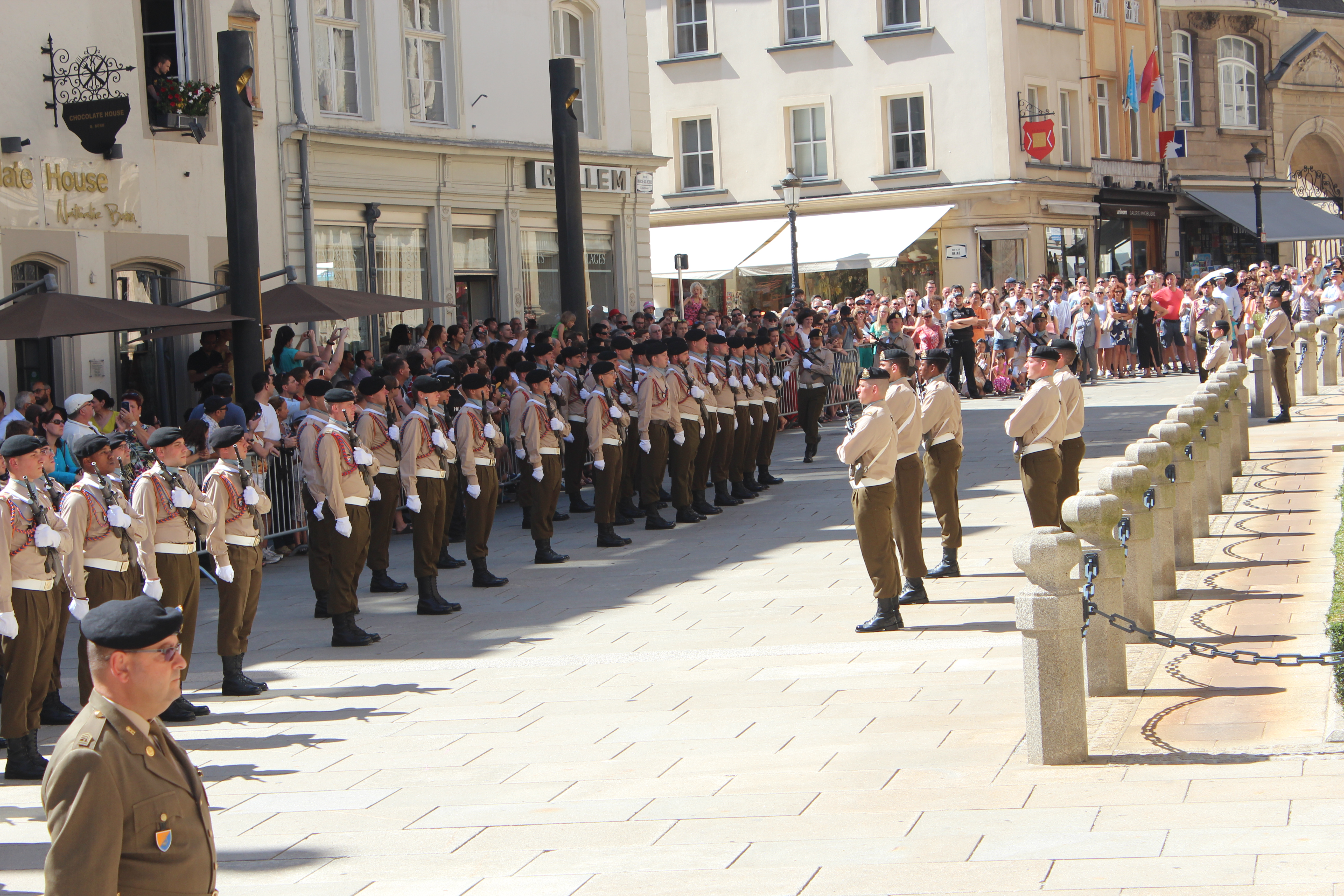
Militaires en tenue de cérémonie armés de Steyr AUG A1 en 2017.

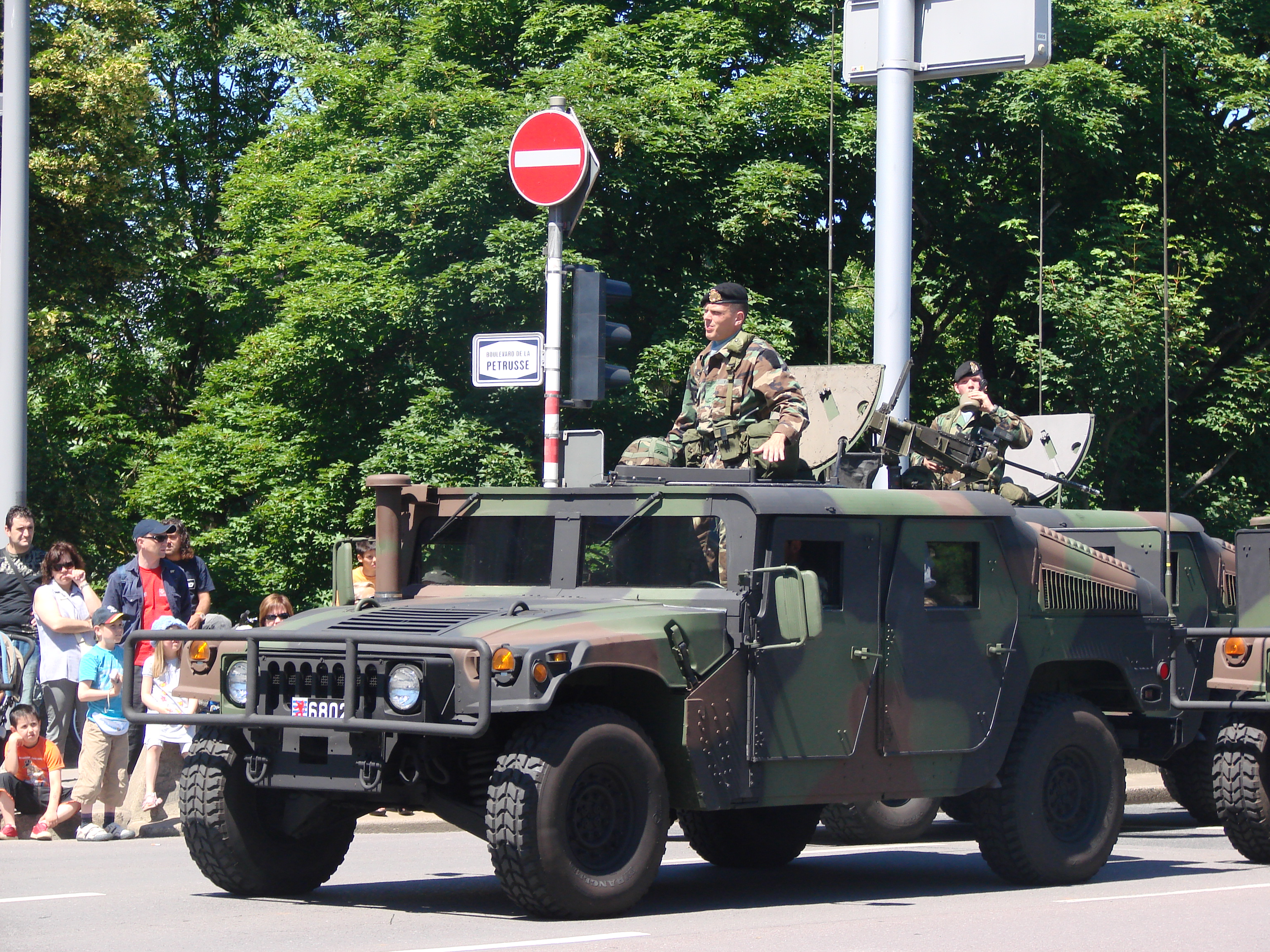
Un Humvee de l'armée luxembourgeoise lors du défilé de la fête nationale.

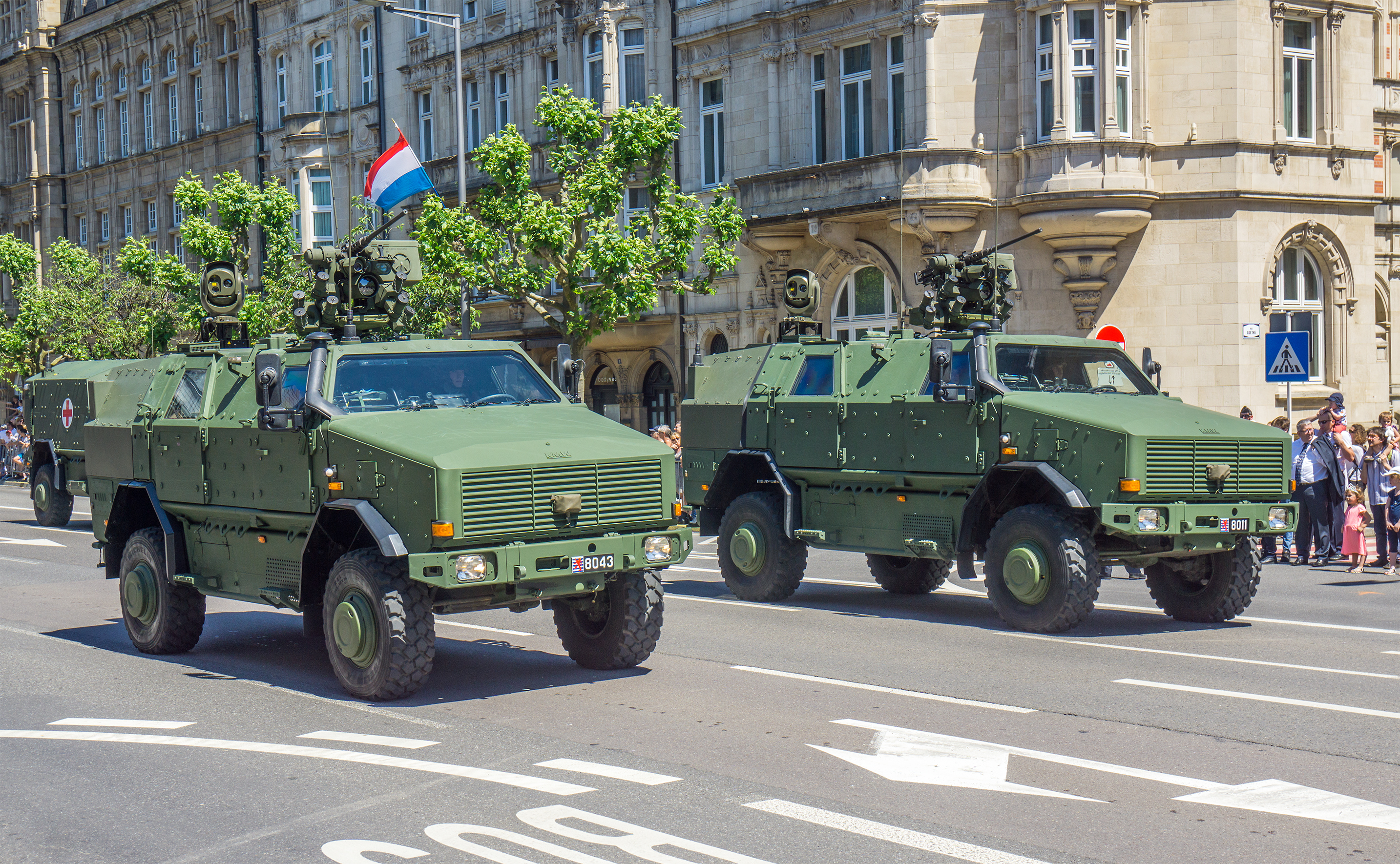
Des Dingo 2 en 2016.

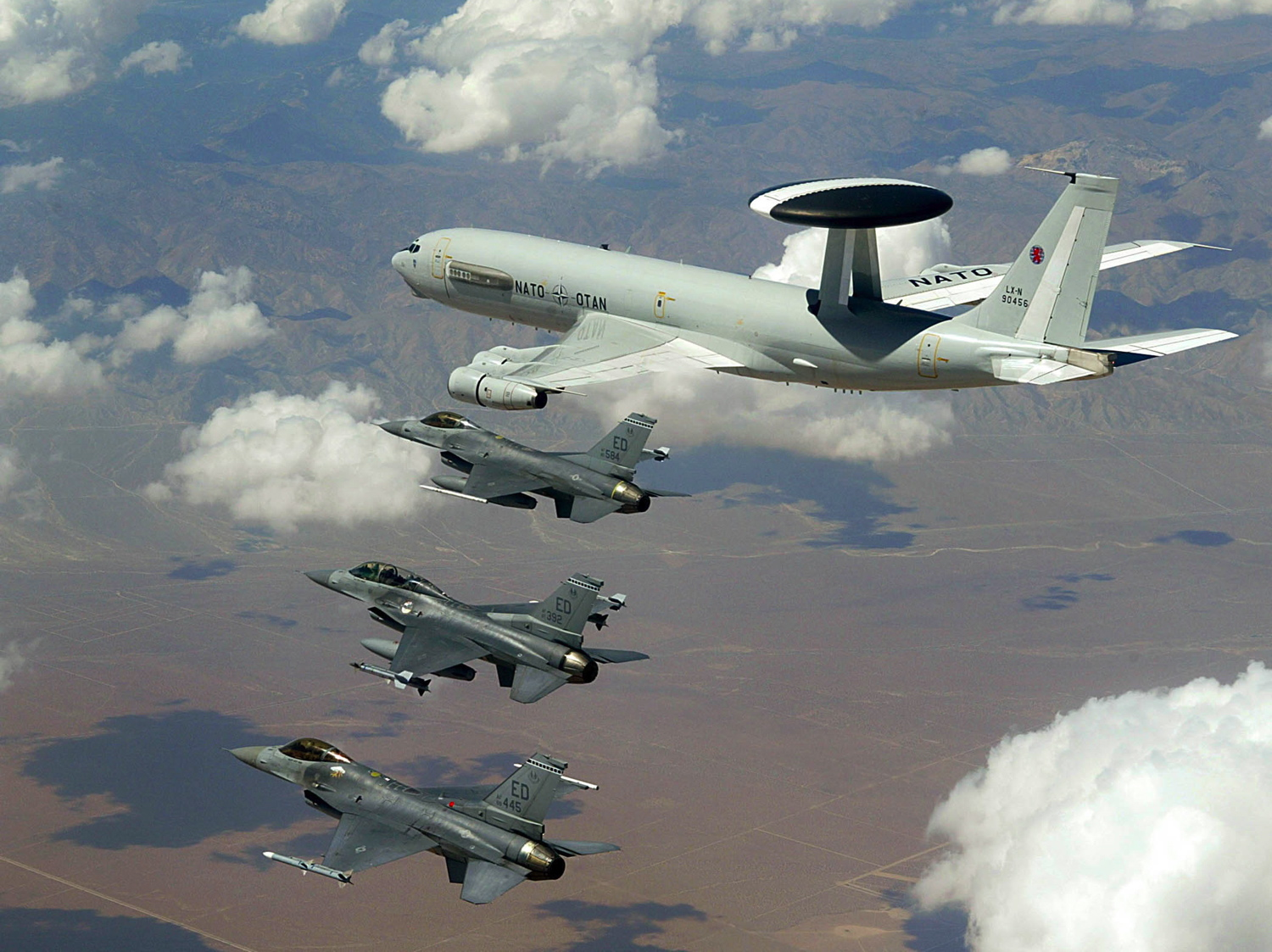
Un AWACS E-3 de l'OTAN avec la cocarde du Luxembourg peinte sur sa gouverne.

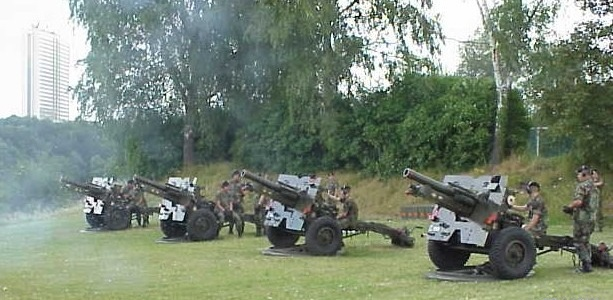
Quatre obusiers Ordnance QF 25 pounder de calibre 105 mm luxembourgeois.

- Mitrailleuse polyvalente FN MAG 7.62 mm machine-gun,
- Mitrailleuse lourde Browning M2 calibre .50

### Armes anti-chars et artillerie
- Arme anti-char légère M72,
- Missiles AKERON MP (90 livrables en 2025[24]),
- Obusiers Ordnance QF 25 pounder de 105 mm, utilisés pour les cérémonies[3].

### Véhicules
avant 2025
- 42 Humvee (dont 24 Humvee M1114 blindés)
- 6 Humvee TOW sur-blindé (version M1045)
- 48 Dingo 2
- Jeeps Mercedes 300D . (1re génération de MB Classe G)
- VW Amarok
- Camions MAN 4T

après 2025
- 80 Mowag Eagle V (CLRV: Command Liaison and Reconnaissance Vehicle) équipé du système de communication français Scorpion annoncé en septembre 2022 pour une livraison entre décembre 2024 et juillet 2026 devant remplacer les Dingo 2 et les Humvee[26]
- 4 Mowag Eagle V 6x6 en version ambulance commandés en 2021
- Dans le cadre de sa coopération avec la composante terre de  l'armée belge et en lien avec l'armée française, il est prévu l'achat de 38 EBRC Jaguar, de 16 VBMR Griffon et de 5 VBMR-L Serval. Il est aussi question d’une commande portant sur 3 dépanneuses blindées, 50 camions et 24 porteurs de char compatibles avec les engins du programme SCORPION. Les livraisons devront commencer à partir de 2028.

### Aviation
Le Luxembourg ne dispose plus de force aérienne depuis le retrait de trois avions légers d’observation Piper PA-18 Super Cub en service de 1952 à 1968.
En 2009, le gouvernement luxembourgeois a commandé un Airbus A400M pour le transport des troupes. Remis officiellement à l'armée luxembourgeoise le 10 avril 2020, il arrive au Luxembourg le 7 octobre 2020. Il porte le numéro de série MSN 104, et l’immatriculation CT-01, et il est opéré au sein de la 20e escadrille, devenue une unité binationale, sur la base aérienne de Melsbroek en Belgique,.
Le Luxembourg participe au programme Multinational Multi Role Tanker de l’OTAN consistant à la mise en place de neuf Airbus A330 MRTT (en octobre 2020). Il contribue pour 12,1 % des coûts totaux du programme MRTT avec un investissement de 339,4 millions d’euros sur 30 ans et un montant maximum de 598,4 millions d’euros et disposera de 1 200 heures de vol.
La décision de commander deux hélicoptères utilitaires H145M pour les Forces armées luxembourgeoises a été annoncée en janvier 2018. En mars 2018, une déclaration d’intention concernant l’achat  est signé pour la livraison de ces engins et de deux NHIndustries NH90 de transport qui constitueront la première unité d’hélicoptères militaires de l’histoire du Grand-Duché. Mais en octobre 2020, la défense luxembourgeoise n’envisage plus d’acheter des hélicoptères NH-90.

## AWACS de l'OTAN
Les 14 avions AWACS Boeing E-3 Sentry de la Force aéroportée de détection lointaine et de contrôle de l'OTAN (NATO Airborne Early Warning & Control Force Command/Force NAEW&C) en service en 2020 sur les 18 livrés entre février 1982 et mai 1985 sont officiellement enregistrés comme avions de guerre du Luxembourg tant pour des raisons politiques que pratiques. Ils sont affectés à la base aérienne de l'OTAN de Geilenkirchen, en Allemagne.

## Budgets et effectifs
L'Armée luxembourgeoise comprend actuellement près de 800 militaires. Selon la loi du 21 décembre 2007, l'effectif maximum d'officiers dans l'armée est de 80 personnes, celui des sous-officiers est de 281 militaires maximum (dont 75 sous-officiers musiciens) et celui des caporaux est de 90 militaires maximum. À ce total s'ajoutent six infirmiers. Enfin, le personnel civil de l'armée est limité à 170 personnes. Les femmes sont autorisées à être militaires depuis le 23 avril 1979. Actuellement, 35 femmes font partie de l'armée luxembourgeoise et aucun poste ne leur est interdit. Pour s'engager au sein de l'armée luxembourgeoise en tant que soldat volontaire, il faut être âgé de 18 à 24 ans, être physiquement apte au service militaire, avoir la nationalité luxembourgeoise ou celle d'un des États membres de l'Union européenne, résider au Luxembourg depuis 36 mois et, enfin, avoir apporté la preuve d'une bonne maîtrise des trois langues administratives du Luxembourg.
Toutefois, l'armée luxembourgeoise fait face à un problème chronique de manque d'effectifs, car le recrutement peine à être efficace. Dès lors, les effectifs théoriquement mobilisables étant déjà limités par la population relativement faible du Luxembourg, le manque récurrent de volontaires constitue un problème d'autant plus important pour l'armée luxembourgeoise.
Evolution des effectifs de l'armée luxembourgeoise depuis 2005 :
- Effectifs en 2005 : 1 400 militaires (0,7 % de la population active) ;
- Effectifs en 2006 : 1 400 militaires (0,7 % de la population active) ;
- Effectifs en 2007 : 1 400 militaires (0,7 % de la population active) ;
- Effectifs en 2008 : 800 militaires (0,4 % de la population active) ;
- Effectifs en 2009 : 900 militaires (0,4 % de la population active);
- Effectifs en 2025 : 900 militaires (0,17 % de la population active)[42].

Évolution du budget de la défense luxembourgeois depuis 2005 en euros :
- Budget de la défense en 2005 : 196 millions € ;
- Budget de la défense en 2006 : 197 millions € ;
- Budget de la défense en 2007 : 209 millions € ;
- Budget de la défense en 2008 : 148 millions € ;
- Budget de la défense en 2009 : 179 millions € ;
- Budget de la défense en 2015 : 225 millions € ;
- Budget de la défense en 2019 : 345 millions €[43].
- Budget de la défense en 2022 : 464 millions €[44].

Évolution de la part du budget de la défense dans le PIB luxembourgeois depuis 2005 :
- Part du budget de la défense dans le PIB en 2005 : 0,6 % ;
- Part du budget de la défense dans le PIB en 2006 : 0,6 % ;
- Part du budget de la défense dans le PIB en 2007 : 0,6 % ;
- Part du budget de la défense dans le PIB en 2008 : 0,4 % ;
- Part du budget de la défense dans le PIB en 2009 : 0,5 % ;
- Part du budget de la défense dans le PIB en 2015 : 0,43 % ;
- Part du budget de la défense dans le PIB en 2019 : 0,54 %[43] ;
- Part du budget de la défense dans le PIB en 2022 : 0,6 % [44] ;
- Part du budget de la défense dans le PIB en 2023 : 1 % ;
- Part du budget de la défense dans le PIB en 2024 : 1,3 % ;
- Part du budget de la défense dans le PIB en 2025 : 1,3 %[45].

Le gouvernement luxembourgeois vise un objectif de dépenses militaires à hauteur de 1% du PIB pour 2028, inférieur à l'objectif préconisé par l'Otan de 2%. Ce dernier est considéré comme irréalisable pour le pays, étant donné la nature particulière de ses forces armées et le niveau très élevé du PIB par habitant au sein du Grand Duché.

## Grades
Liste basée sur le site de l'armée luxembourgeoise.

### Officiers
| Code OTAN             | OF-10            | OF-9             | OF-8             | OF-7             | OF-6                        | OF-5    | OF-4               | OF-3  | OF-2      | OF-1               | OF-1       | OF(D)             | Élève officier   |
| --------------------- | ---------------- | ---------------- | ---------------- | ---------------- | --------------------------- | ------- | ------------------ | ----- | --------- | ------------------ | ---------- | ----------------- | ---------------- |
| Luxembourg (modifier) | pas d'équivalent | pas d'équivalent | pas d'équivalent | pas d'équivalent |                             |         |                    |       |           |                    |            |                   | pas d'équivalent |
| Luxembourg (modifier) | pas d'équivalent | pas d'équivalent | pas d'équivalent | pas d'équivalent | Général (Chef d'État-Major) | Colonel | Lieutenant-colonel | Major | Capitaine | Premier-lieutenant | Lieutenant | Aspirant-officier | pas d'équivalent |

### Sous-officiers et militaires du rang
| Code OTAN             | OR-9           | OR-9           | OR-9          | OR-9          | OR-9          | OR-9     | OR-8     | OR-8         | OR-7         | OR-7            | OR-6            | OR-6            | OR-6            | OR-6            | OR-6            | OR-6    | OR-5    | OR-5    | OR-5    | OR-5    | OR-5    | OR-5                 | OR-4         | OR-4                       | OR-3    | OR-3                | OR-2                | OR-2                | OR-2        | OR-2        | OR-2        | OR-2                   | OR-1   | OR-1 |
| --------------------- | -------------- | -------------- | ------------- | ------------- | ------------- | -------- | -------- | ------------ | ------------ | --------------- | --------------- | --------------- | --------------- | --------------- | --------------- | ------- | ------- | ------- | ------- | ------- | ------- | -------------------- | ------------ | -------------------------- | ------- | ------------------- | ------------------- | ------------------- | ----------- | ----------- | ----------- | ---------------------- | ------ | ---- |
| Luxembourg (modifier) |                |                |               |               |               |          |          |              |              |                 |                 |                 |                 |                 |                 |         |         |         |         |         |         |                      |              |                            |         |                     |                     |                     |             |             |             |                        |        |      |
| Adjudant-major        | Adjudant-major | Adjudant-major | Adjudant-chef | Adjudant-chef | Adjudant-chef | Adjudant | Adjudant | Sergent-chef | Sergent-chef | Premier sergent | Premier sergent | Premier sergent | Premier sergent | Premier sergent | Premier sergent | Sergent | Sergent | Sergent | Sergent | Sergent | Sergent | Premier caporal-chef | Caporal-chef | Caporal de première classe | Caporal | Premier soldat-chef | Premier soldat-chef | Premier soldat-chef | Soldat-chef | Soldat-chef | Soldat-chef | Soldat première classe | Soldat |      |